# 物議をかもしたクラシック音楽のコンサートの一覧

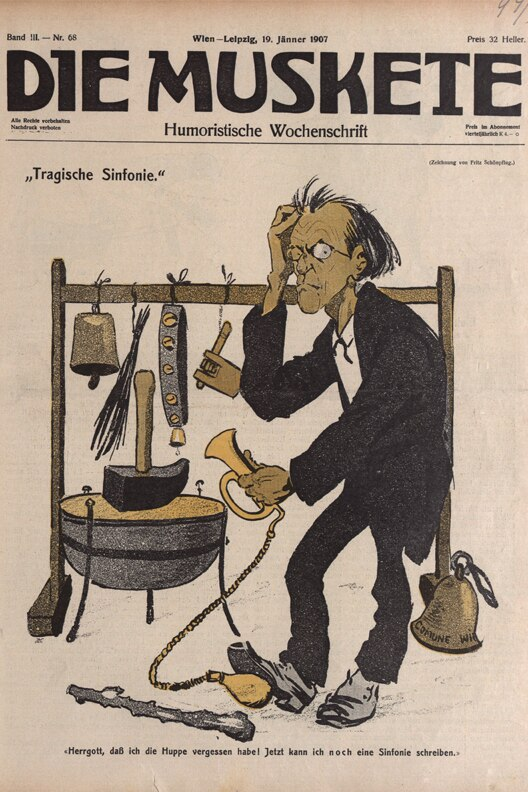
マーラーの交響曲第6番の風刺画。その打楽器のあまりの多さを風刺している。

物議をかもしたクラシック音楽のコンサートの一覧（ぶつぎをかもしたクラシックおんがくのコンサートのいちらん）は、クラシック音楽のコンサートにおいて、しばしば新作やプロダクションの初演時に、手に負えないような事件に発展してしまったコンサートの一覧である。

## 18世紀
| 年月日        | 公演地             | 作曲者と作品                                 | 内容                                                       |
| ------------- | ------------------ | -------------------------------------------- | ---------------------------------------------------------- |
| 1767年2月24日 | イギリス、ロンドン | トマス・アーンのオペラ「アルタクセルクセス」 | 再演中に、入場料半額の廃止に抗議する暴徒が劇場に乱入した。 |
|               |                    |                                              |                                                            |

## 19世紀
| 年月日         | 公演地                 | 作曲者と作品                                                         | 内容 |
| -------------- | ---------------------- | -------------------------------------------------------------------- | --- |
| 1802年12月18日 | イギリス、ロンドン     | ウィリアム・リーヴのオペラ「家族の喧嘩」                             | ユダヤ人観客の一部が、反ユダヤ的な侮辱を受けたと認識し、やじを飛ばした。                                                                   |
| 1830年8月25日  | ベルギー、ブリュッセル | ダニエル＝フランソワ＝エスプリ・オベールのオペラ「ポルティチの唖娘」 | ブリュッセルで行われた公演にて、観客はオペラが終わる前に退席し、すでに街中で起こっていたベルギー独立革命の始まりとなる暴動計画に参加した。 |
| 1838年9月10日  | フランス王国、パリ     | エクトル・ベルリオーズのオペラ「ベンヴェヌート・チェリーニ」         | 最初の数曲で聴衆のほとんどがヒステリーを起こした。                                                                                         |
| 1868年3月5日   | イタリア王国、ミラノ   | アッリーゴ・ボーイトのオペラ「メフィストフェーレ」                   | 観客はボーイトのクラクションをかき消そうと、ヒステリーやブーイングで音楽を聴こえなくすることに成功した。                                   |

## 20世紀

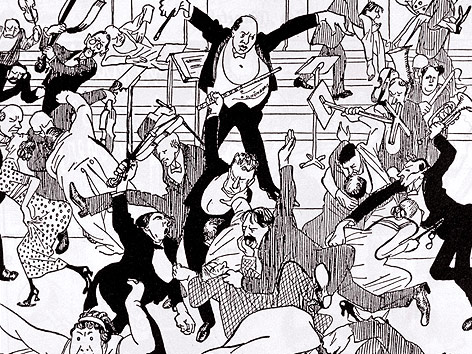
ベルクの「アルテンベルク歌曲集」の風刺画

| 年月日                 | 公演地                                 | 作曲者と作品 | 内容 |
| ---------------------- | -------------------------------------- | --- | --- |
| 1906年5月27日          | ドイツ帝国、エッセン                   | グスタフ・マーラーの交響曲第6番                                                                                             | 作品の初演の際、その打楽器の多さに観客は当惑したとされる。また当時の風刺雑誌にそれを風刺したイラストも掲載された。 |
| 1908年12月22日         | オーストリア＝ハンガリー帝国、ウィーン | アーノルト・シェーンベルクの弦楽四重奏曲第2番                                                                               | 作品の初演の際、第2楽章から嘲笑と野次が飛び、第3、第4楽章では怒号や悲鳴で会場は騒動に発展した。 |
| 1913年3月9日           | イタリア王国、ローマ                   | フランチェスコ・バリラ・プラテッラの「ムジカ・フューチャリスタ」                                                            | 作品の2回目の公演にて、観客がブーイングをしたり、オーケストラにゴミを投げつけたりして、喧嘩に発展した。 |
| 1913年3月31日          | オーストリア＝ハンガリー帝国、ウィーン | アルバン・ベルクの「アルテンベルク歌曲集」                                                                                  | この作品を含む演奏会は「スキャンダルコンサート」と呼ばれ、その実験的な内容から、観客が暴動を引き起こした。 |
| 1913年5月29日          | フランス共和国、パリ                   | イーゴリ・ストラヴィンスキーのバレエ「春の祭典」                                                                            | 作品の初演の際、派閥争いが起こり、その夜ホールで実際に起こったことが何世代にもわたって誇張されることになった。 |
| 1913年9月5日           | ロシア帝国、パヴロフスク               | セルゲイ・プロコフィエフのピアノ協奏曲第2番                                                                                 | 作品の初演はヒステリックなノイズと激しいヤジで迎えられた。 |
| 1914年4月21日          | イタリア王国、ミラノ                   | ルイジ・ルッソロのイントナルーモリのための3作品（「都市の目覚め」、「自動車と飛行機の出会い」、「ホテルのテラスでの食事」） | この演奏会は、未来派がイントナルーモリという「音を出す」実験的な楽器を初めて公開するために開いたコンサートで、フィリッポ・トンマーゾ・マリネッティ率いる未来派が客席の観客と戦うという予想外の騒動に発展した。 |
| 1917年5月18日          | フランス共和国、パリ                   | エリック・サティのバレエ「パラード」                                                                                        | 聴衆の一派がブーイングやヒステリックなノイズなど手に負えない騒ぎを起こしたが、結局は熱狂的な喝采で鎮圧された。 |
| 1923年3月4日           | アメリカ合衆国、ニューヨーク           | エドガー・ヴァレーズの「ハイパープリズム」                                                                                  | 観客は終始笑い、最終的にヒステリックを起こしたため、ヴァレーズはより真剣な反応を期待してこの作品を再演した。翌日の「ニューヨーク・ヘラルド」の記事では「大騒動の中で演奏会終了」と見出しが出された。 |
| 1924年6月15日          | フランス共和国、パリ                   | エリック・サティのバレエ「メルキュール」                                                                                    | 当時のパリの文化的な内紛に端を発した乱暴な振る舞いで、初演に警察が出動した。 |
| 1926年4月25日          | イタリア王国、ミラノ                   | プッチーニのオペラ「トゥーランドット」                                                                                      | 作品の世界初演時、当時、政権を取っていたムッソリーニのファシスト党の党歌を指揮者のアルトゥーロ・トスカニーニに指揮するよう求められたが、彼はそれを拒否した。 |
| 1926年6月19日          | フランス共和国、パリ                   | ジョージ・アンタイルの「バレエ・メカニック」                                                                                | 作品の初演では、エズラ・パウンドの暴言など、観客の手に負えない行動もあったが、大喝采を浴びたが、終演後は路上で殴り合いの喧嘩もあったという。 |
| 1926年11月27日         | ドイツ国、ケルン                       | ベーラ・バルトークのパントマイム「中国の不思議な役人」                                                                      | その筋書きのせいで聴衆が騒然となり、演奏中に退場し始めた。 |
| 1929年12月18日         | アメリカ合衆国、ニューヨーク           | アントン・ヴェーベルンの 交響曲                                                                                             | 作品の初演の際、聴衆に散々嘲笑され、音が良く聴こえず、作曲者は凄く失望したとされる。 |
| 1934年                 | ナチス・ドイツ                         | パウル・ヒンデミットのオペラ「画家マティス」                                                                                | ナチスが政権をとってより、国内のユダヤ系音楽家の作品を「退廃音楽」とし、弾圧を続けていた。1929年のヒンデミットのオペラ「今日のニュース」を通じて、ナチスから危険視され、「画家マティス」の内容を先取りした交響曲を発表したことを受け、上演禁止の通達を受けた。この措置を受け、指揮者のヴィルヘルム・フルトヴェングラーが政権に抗議するなどした。この一連の騒動は「ヒンデミット事件」として知られている。                     |
| 1936年1月              | ロシア社会主義連邦ソビエト共和国       | ドミトリー・ショスタコーヴィチのオペラ「ムツェンスク郡のマクベス夫人」                                                      | 1934年以降、レニングラードやイギリス、アメリカ、スイスなどで上演が続いていた。この年の公演では、ソ連のトップであるヨシフ・スターリンも観劇したが、その2日後に、プラヴダ批判を通じて、「音楽の代わりの支離滅裂」と酷評された。 |
| 1945年2月27日、3月15日 | フランス共和国、パリ                   | イーゴリ・ストラヴィンスキーの「協奏的舞曲」（2月27日）、4つのノルウェー風ムード（3月15日）                                 | 演奏会にて、セルジュ・ニグやピエール・ブーレーズなどの、メシアンの教室の生徒たちが、新古典主義的な作曲スタイルに警察の笛で騒々しく抗議した。 |
| 1951年10月6日          | 西ドイツ、ドナウエッシンゲン音楽祭     | ピエール・ブーレーズの「ポリフォニーX」                                                                                     | 演奏会に参加した音楽学者、アントワーヌ・ゴレアは次のように回想している。「このドナウエッシンゲンでの初演を経験した者は、生きている限りこのスキャンダルを忘れることはないだろう。ホールの半分から、叫び声、叫び声、その他の動物の鳴き声が聞こえ、もう半分からは拍手、足踏み、熱烈な賛辞が返ってきた」。ブーレーズは、このコンサートに参加することはできなかったが、コンサートのテープを聞いて、この曲を撤回することを決めた。 |
| 1954年12月2日          | フランス、パリ                         | エドガー・ヴァレーズの「砂漠」                                                                                              | 演奏会にて、観客は作品を嘲笑してやまなかった。 |
| 1961年4月13日          | イタリア、ヴェネツィア                 | ルイジ・ノーノのオペラ「イントレランツァ1960」                                                                              | 作品の初演にて、観客のネオ・ファシスト一派の叫び声によって演奏が一時中断された。 |
| 1964年2月6日           | アメリカ合衆国、ニューヨーク           | ジョン・ケージの「アトラス・エクリプタリス」                                                                                | 作品は、レナード・バーンスタイン指揮のニューヨーク・フィルハーモニー管弦楽団による前衛音楽シーズンの一環で、演奏されたが、ほとんどの公演が生ぬるい反応を示していた。しかし、ケージを演奏者に迎えたこの公演は、ブーイングと罵声に包まれた。オーケストラが音楽に真剣に向き合わず、事実上の妨害行為に及んだとされる。この時の模様は録音され、バーンスタインの回顧録の一部として発売された。                                     |
| 1968年12月9日          | 西ドイツ、ハンブルク                   | ハンス・ヴェルナー・ヘンツェの「メデューサの血」                                                                            | 学生たちがチェ・ゲバラの旗、赤旗、黒旗を掲げ、合唱団が抗議に応じた後、警察が逮捕に乗り出し、ヘンツェはコンサートを中止することになった。 |
| 1969年11月15日         | 西ドイツ、ボン                         | カールハインツ・シュトックハウゼンの「フレスコ」                                                                            | ボン・オーケストラのための委嘱作品であったが、現代的な内容から演奏者たちのボイコットに遭う。 |
| 1973年1月18日          | アメリカ合衆国、ニューヨーク           | スティーヴ・ライヒの「4台のオルガン」                                                                                       | カーネギーホールでの公演は、保守的な聴衆が作品の終わりを早めるために大声を出したり皮肉な拍手をしようとし、拍手中にブーイングと歓声の両方を浴びた。演奏者の一人、マイケル・ティルソン・トーマスは「ある女性が通路を歩いてきて、舞台の前面に何度も頭を打ちつけ、『やめて、やめて、告白します』と泣き叫んでいました」と振り返っている。                                                                                         |
| 1982年                 | アメリカ合衆国、ニューヨーク           | ジョン・クーリッジ・アダムスの「グランド・ピアノラ・ミュージック」                                                          | リンカーン・センターで開催された「ホライズンズ・フェスティバル」での初演は、観客のブーイングと歓声に包まれた。 |

## 21世紀
| 年月日         | 公演地                   | 作曲者と作品                                | 内容 |
| -------------- | ------------------------ | ------------------------------------------- | --- |
| 2001年         | -                        | ヨハン・シュトラウス2世のオペラ「こうもり」 | ハンス・ノイエンフェルスが演出したシュトラウス2世の「こうもり」は、その前衛的な演出から賛否両論を引き起こした。観客の一人は、自分が見たものは「こうもり」ではないとして、チケット代の返還を求める訴訟を起こした。 |
| 2006年12月10日 | イタリア、ミラノ         | ジュゼッペ・ヴェルディのオペラ「アイーダ」  | テノールのロベルト・アラーニャの冒頭のアリア「チェレスタ・アイーダ」に、オペラハウスの安価な席にいたロッジョニスティからブーイングが起こると、彼はまだ音楽が流れている間に舞台から降りた。数秒後、黒いドレスシャツにスラックスという出で立ちのアントネッロ・パロンビが登場し、彼の代役を務めた。アラーニャがこの公演に復帰することはなかった。                                                                                 |
| 2013年5月4日   | ドイツ、デュッセルドルフ | リヒャルト・ワーグナーの「タンホイザー」    | ブルクハルト C. コミンスキによるナチスがテーマの演出で、ショッキングであるとして具合が悪くなったり、途中で出ていったり、ブーイングをしたりする観客が続出し、予定の公演をすべて終了できなかった。 |
| 2016年2月29日  | ドイツ、ケルン           | スティーヴ・ライヒの「ピアノ・フェイズ」    | ケルン・フィルハーモニーのイラン出身のチェンバロ奏者マハン・エスファハニがこの曲を演奏中、観客の一部が拍手し、口笛を吹いて、外に出て行った。エスファハニ氏は、英語で曲を紹介したところ、ヘックラーからドイツ語で話すようにと命令された。エスファハニは演奏を中止し、代わりにC.P.E.バッハの協奏曲を演奏し始めた。エスファハニは、この「大混乱」を現代曲の選択のせいだとし、ドイツのメディアは外国人嫌いの動機だと推測している。 |